# ローワー・メイクフィールド郡区 (ペンシルベニア州バックス郡)
ローワー・メイクフィールド郡区（英: Lower Makefield Township）は、アメリカ合衆国ペンシルベニア州東部のバックス郡のタウンシップ（郡区）である。2010年の国勢調査での人口は32,559 人だった。ローワー・メイクフィールドのある地域ではヤードリー・ボロが有名であるために、通常は「ヤードリー」と呼ばれる。ヤードリー・ボロは人口も面積もずっと小さく、3方をローワー・メイクフィールドに囲まれ、他の1方はデラウェア川である。
ローワー・メイクフィールド・タウンシップはフィラデルフィア都市圏（デラウェア・バレーとも呼ばれる）にあり、その犯罪率は都市圏の中で最少である。北と東はニュージャージー州の小さな町幾つかと接しており、それらはニューヨーク都市圏に入っている。住民の多くは日々ニューヨークかフィラデルフィアに通勤している。
2010年時点で、世帯当たり年収と家族当たり年収の中央値はペンシルベニア州の人口1万人以上の自治体で第1位だったが、全国で見ると世帯当たり年収の中央値で第78位に過ぎない。しかし非公式の2006年のデータでは世帯当たり年収の中央値で第31位まで上がっており、可処分所得では第9位だった。これは他の年収が高い自治体と比べて比較的低い税率と著しく低い住宅価格によるものである。実際に生活費は隣接するニュージャージー州ユーイング・タウンシップと比べて低く、ユーイングの世帯当たり年収はローワー・メイクフィールドの半分程度であり、逆に犯罪率は数倍も高い。
雑誌マネーとCNN/マネーによる「住みやすい所」ランキングで、アメリカ合衆国東部の人口10万人以下の分類では常に上位に入って来た。

## 歴史
ワシントン渡河歴史公園がローワー・メイクフィールド・タウンシップのまさに境界線上にあり、隣はアッパーメイクフィールド・タウンシップのワシントン・クロッシング地区である。1776年12月25日から26日の夜に、この地点からジョージ・ワシントン将軍と大陸軍、および民兵の部隊がデラウェア川を渡り、ニュージャージーのトレントンまで行軍した。そこで起きたトレントンの戦いで、村とその周辺に宿営していたドイツ人傭兵部隊を破った。この夜襲と勝利によって、その後におきた第二次トレントンの戦いとプリンストンの戦いにおける勝利の踏み台が出来た。このデラウェア川渡河とトレントンおよびプリンストンの作戦は「最重要な10日間」と呼ばれるようになり、ワシントン軍を衰滅から救い、その後の戦闘に繋がり、最終的な勝利を得ることを可能にした。
2011年9月11日のアメリカ同時多発テロ事件で、ニューヨーク市の世界貿易センタービルではローワー・メイクフィールド・タウンシップ住人が6人が死亡し、州全体で29人が死亡した中でも最も多い自治体となった。住人の中にはユナイテッド航空175便の機長も含まれていた。このように多かったのは町からマンハッタンに通勤する人が多かったためだった可能性が強い。ローワー・メイクフィールドの内省記念の庭園はこの事件の直後に開発され、事件で命を落としたバックス郡17人の命に捧げられ、事件全体の犠牲者2,973人全ての栄誉を称えている。ペンシルベニア州はこの内省記念の庭園を事件の公式記念碑に選定し、2006年9月30日に正式に除幕された。140万ドルを掛けたこの記念碑はヤードリーの建築家ルイバ・ラシクが設計し、世界貿易センターを表象する2つの噴水がある。犠牲者2,973人の名前が刻まれたガラスパネルの並びである「記憶の歩道」、バックス郡の犠牲者17人の名前が刻まれた記念のレールもある。毎年ヤードリー・インでは「シェフと一緒の調理」という募金行事を行い、この内省記念の庭園の維持のための資金を集めている。
2004年10月28日、当時のアメリカ合衆国大統領ジョージ・W・ブッシュが、23,000人の観衆と共にルス・ライトの広さ84エーカー(340,000 m2)のブロードメドウズ農園を訪問した。これは大統領選挙のための集会だった。
ドーリンゴンビレッジ歴史地区、ジョンとフィニアス・ヒューズの邸宅、エイモス・パーマー邸、スレイトヒル墓地、ベンジャミン・テイラー屋敷、ビレッジ・オブ・エッジウッド歴史地区がアメリカ合衆国国家歴史登録財に指定されている。
ローワー・メイクフィールドは過去数十年間で爆発的な成長を経験したが、2000年代に入って住宅危機が厳しい影響を与えたために、発展がかなり鈍化し、人口はやや減少することになった。この減少は大学に入る年齢の多くの若者が町を離れたことによっている。1990年代の住宅ブームは青年期の住人を大きく増やし、彼らが成人年齢に達して町を離れて行っている。2000年以後現在も小規模な住宅開発や会社の建物が建設されてきた。特に州間高速道路95号線周辺のストーニーヒル道路回廊では、1998年のストーニーヒル道路1000から1040までのオフィスビルに始まり、タウンシップライン道路600から800が続き、タウンシップライン道路777のビル（バックス郡では初のグリーンビル）、小売業地区に近くストーニーヒル道路645に建設中の新しい年齢制限のある複合住宅と続いた。しかし、タウンシップは成長と保存の間の協力なバランスを計画して維持してきており、住民に提供する生活品質にとって大変望ましいと考えられている。
2007年12月19日、ローワー・メイクフィールド・タウンシップに退役兵の記念碑を持ってくるための委員会が結成された。2008年10月15日、ローワー・メイクフィールドの監督官がファーマーズマーケットの場所（ポケットパークと呼ばれる）を退役兵記念碑を置く場所に指定することを全員一致で承認した。11月9日、ポケットパークは正式にベテランズ・スクエアと改名された。退役兵委員会がこの記念碑を建設するために税金を集めず、寄付に頼ることを決めた。このプロジェクトはエッジウッド・ビレッジと呼ばれる地域の開発で重要な位置を占めている。公園は、ファーマーズマーケット、遊技場としてのスペースを残し、そこに記念碑が立つことになる。

## 地理
アメリカ合衆国国勢調査局に拠れば、領域全面積は18.3平方マイル (47.4 km2)であり、このうち陸地17.9平方マイル (46.5 km2)、水域0.4平方マイル(0.9 km2)であり、水域率は1.97%である。
ローワー・メイクフィールドはデラウェア川に接しており、その対岸はニュージャージー州である。ニュージャージー側の岸に並ぶのはマーサー郡ホープウェル・タウンシップ、ユーイング・タウンシップ、トレントン市（ニュージャージー州の州都）である。ペンシルベニア州側では、バックス郡のアッパー・メイクフィールド・タウンシップ、ニュータウン・タウンシップ、ミドルタウン・タウンシップ、フォールズ・タウンシップ、モリスビル・ボロであり、またヤードリー・ボロの場合は3方を囲んでいる。
ローワー・メイクフィールドとヤードリー・ボロの郵便番号は19067であり、これにはデラウェア沿いの南東にあるモリスビル・ボロの領域も含まれている。しかし、モリスビル・ボロははっきりと別の自治体であり、独自の政府、教育体系、警察署、消防署、スポーツ計画を持っている。
ローワー・メイクフィールド・タウンシップは、独自の自治体裁判所も郵便局も持たないことで、北アメリカの人口最大の自治体である。自治体裁判所は南東にあるモリスビル・ボロの中にある。この関係を変える計画は無い。郵便局は現在もモリスビルという名前を残し、実際の所在地はフォールズ・タウンシップの中である。以前のモリスビル・ボロは人口が多かったが、過去30年間はローワー・メイクフィールドの方が成長し、モリスビルは人口でも面積でもかなり小さなものになっている。

## 人口動態
2010年国勢調査時点での人種別人口構成は、非ヒスパニック白人87.7%、黒人2.3%、インディアン0.1%、アジア系6.3%、混血1.3%、ヒスパニック系2.4%となっていた
以下は2000年国勢調査による人口統計データである。
| 基礎データ - 人口: 32,681 人（2000年から9.7%成長） - 世帯数: 11,706 世帯 - 家族数: 9,388 家族 - 人口密度: 703.4人/km2（1,821.8 人/mi2） - 住居数: 11,931 軒 - 住居密度: 256.8軒/km2（665.1 軒/mi2） 人種別人口構成 - 白人: 93.32% - アフリカン・アメリカン: 1.81% - ネイティブ・アメリカン: 0.07% - アジア人: 3.72% - その他の人種: 0.29% - 混血: 0.78% - ヒスパニック・ラテン系: 1.42% 年齢別人口構成 - 18歳未満: 27.6% - 18-24歳: 4.2% - 25-44歳: 30.0% - 45-64歳: 27.8% - 65歳以上: 10.4% - 年齢の中央値: 39歳 - 性比（女性100人あたり男性の人口） - 総人口: 95.2 - 18歳以上: 92.1 | 世帯と家族（対世帯数） - 18歳未満の子供がいる: 40.6% - 結婚・同居している夫婦: 72.5% - 未婚・離婚・死別女性が世帯主: 5.7% - 非家族世帯: 19.8% - 単身世帯: 16.2% - 65歳以上の老人1人暮らし: 4.9% - 平均構成人数 - 世帯: 2.77人 - 家族: 3.13人 収入と家計 - 収入の中央値 - 世帯: 98,090米ドル（2007年推計では112,677ドル） - 家族: 106,908米ドル（2007年推計では128,314ドル） - 性別 - 男性: 80,329米ドル - 女性: 47,138米ドル - 人口1人あたり収入: 43,983米ドル - 貧困線以下 - 対人口: 2.7% - 対家族数: 1.8% - 18歳未満: 2.8% - 65歳以上: 3.7% |

## 教育
ローワー・メイクフィールドはペンズベリー教育学区に属しており、この学区はペンシルベニア州でもトップクラスのブルーリボン学区である。ペンズベリー高校のプロムは世界的な名声があり、2004年、スポーツ・イラストレイテッド誌上級記者のマイケル・バムバーガーによる小説『ワンダーランド: アメリカの高校生の一年』は、批評と商業的称賛を得て出版された。2002年から2003年の教育年度に基づき、一握りの高校生がシニアのプロムを中心として、高校の試練と艱難辛苦に如何に耐えるかを扱っている。パラマウント映画が、MTV映画と共に、この本の映画化権を持っている。2004年、グラミー賞を得たシンガーソングライターのジョン・メイヤーがこのプロムで演奏した。それ以前にマルーン5、マイケル・トルチャー、イブ6がペンズベリー高校で演奏していた。

## 文化
シャディブルック農園は地域住民に人気のある場所である。大きなファーム・マーケットとガーデンセンターがあり、多くの行事を開催している。例えば秋のカボチャ祭とホラーフェスト、クリスマスシーズンのサンタの村とホリデー・ライトショー、イースター・エッグハントがあり、また年間を通じてワイン・コンサートやアップル・フェスティバルがある。
2006年6月、クエーカータウンにおけるバックス郡消防士協会第88回パレードで、全員がボランティアのヤードリー・メイクフィールド消防団が最良消防団賞を獲得し、さらにマリーン部隊、副署長あるいは所長車、空中タワー、1分間排出量1,500ガロンの放水車、軽救援ポンプ、1965年以前の自動化機器、音楽を伴う更新の各分野でも第1位を獲得した。
スレイトヒル墓地は、ヤードリー・モリスビル道路とマーロン・ドライブの交差点にある。バックス郡ではおそらく最古の墓地である。1690年に設立され、今も1698年の日付のある墓石がある。また日付が分からなくなった墓石も多い。それらは初期開拓者のものと考えられている。
ローワー・メイクフィールドのレクリエーション施設として、1989年に開設された広さ92エーカー (368,000 m2) のマックルズフィールド公園がある。

## スポーツ
ローワー・メイクフィールド・タウンシップは独自の18ホールゴルフコースであるメイクフィールド・ハイランズ・ゴルフクラブを開発し、2004年にオープンさせた。3州地域では唯一のリンクスタイルのゴルフ場である。パー72のコースはリック・ジェイコブソンの設計であり、ハイランズ・グリル・レストラン、プロショップ、ゴルフ教室、および練習場が備えられている。
2006年10月、第15回ヤードリー・メイクフィールド・サッカー・コロンバス杯選手権が、Gotsoccer.com からプレミア・エリート・トーナメントに認定され、ディズニー・ショーケース、ジェファーソン杯、ベセスダ、ダラス杯、WAGS、ローリー・シュートアウトなど他の高い評価のトーナメントと同等になった。
毎年開催されるペンズベリー招待選手権はソフトボールの大会である。27年の歴史があり、国内でこの種の大会としては最大級かつ成長速度の速い大会となった。国内の10以上の州から選手や大学のスカウトが集まって来る。2006年の場合、78のチームと、225以上のカレッジコーチが参加した。